# 胡安·巴勃罗·索林
胡安·巴勃罗·索林（西班牙語：Juan Pablo Sorín，1976年5月5日—），阿根廷足球員，司職後衛，2006年夏季轉投德甲球隊漢堡。
索林在球員生涯裡曾效力多國球會，除了國內球會外，還包括巴西、意大利、法國和西班牙球會。所效力球會計有小阿根廷人(1994-95)、祖雲達斯(1995-96）、河床（1996-99）、高士路（2000-01及2004）、拉素（2002）、巴塞隆拿（2003）及巴黎圣日耳曼（2003-04）。
索林最顯眼的特徵便是一頭飄逸的長髮，他在球場上專司左邊衛的位置，能守能攻，破壞力十足。索林曾代表阿根廷國家足球隊超過50次，包括2002年世界盃和2006年世界杯，其中2006年世界盃時，他擔任阿根廷國家隊的隊長，可惜卻在柏林敗於米夏埃爾·巴拉克腳下。

## 外部連結
- 阿根廷足球總會網頁 （页面存档备份，存于）